# Dnestrovsc
Dnestrovsc este un oraș din Unitățile administrativ-teritoriale din stânga Nistrului, parte a Republicii Moldova, nu departe de hotarul ucrainean. A fost fondat în 1961.
În localitate se află o centrală electrică importantă. 
Conform recensământului din anul 2004, populația localității era de 12.382 locuitori, dintre care 2.580 (20,83%) moldoveni (români), 3.390 (27,37%) ucraineni si 5.249 (42,39%) ruși.

## Transport
Deși se află mai aproape de Slobozia, Dnestrovsc este inclus în municipiul Tiraspol. Ruta dintre aceste 2 localități este deservită de autobuze și microbuze la fiecare 20 de minute. În 2004, în localitate trăiau în jur de 11.200 de oameni.

## Economie
Este dezvoltată industria alimentară, în special a conservelor, cât și industria energetică. Localitatea se află în apropierea Lacului de acumulare Cuciurgan și adăpostește Termocentrala de la Cuciurgan (cunoscută în trecut ca Moldaskaya GRES), înființată de sovietici în 1964. Azi, centrala este deținută în proprietate de firma rusească "Inter RAO UES".